# هان تشان-هي
هان تشان-هي (هانغل: 한찬희) هو لاعب كرة قدم كوري جنوبي في مركز الوسط، ولد في 17 مارس 1997 في كوريا الجنوبية. لعب مع تشونام دراغونز.

## وصلات خارجية
- هان تشان-هي على موقع الاتحاد الدولي (مؤرشف)  (الإنجليزية)
- هان تشان-هي على موقع دوري كوريا الجنوبية (الإنجليزية)
- هان تشان-هي على موقع قاعدة بيانات كرة القدم.إي يو (الإنجليزية)
- هان تشان-هي على موقع Soccerway.com (الإنجليزية)